# Jordi Ortiz i Casas
Jordi Ortiz i Casas   (Barcelona, 30 d'abril de 1969) és un escriptor català en llengua catalana, autor de diverses novel·les de gènere divers adreçades a públic, adult, juvenil i infantil. Ha publicat més d'una vintena de llibres i ha rebut nombrosos guardons per les seves obres.
Va començar a escriure a finals de la dècada del 1990 amb dues novel·les negres. Ha publicat les seves obres de manera regular, de fet és autor de més d'una vintena de llibres, adreçats a públics diferents, sigui adult, juvenil o infantil.
Així mateix, ha rebut nombrosos guardons als diferents premis literaris als quals s'ha presentat. El 2010 va guanyar el Premi Antoni Bru de narrativa d'Elx, amb l'obra Essència de Guaiaba. Després n'ha obtingut altres, entre els quals, el Premi Mallorca de narrativa juvenil (2011) per In absentia, el Premi Contarella (2012) per Bublub, el peix que no sabia nedar, el Ciutat d'Olot (2014), en la categoria de novel·la juvenil, per Doble identitat.
El 2015 va guanyar el Premi Carlemany per al foment de la lectura amb l'obra Vorejant els límits i el Ciutat de Badalona de narrativa amb Oprimits. El 2018 Premi Literari Ciutat de Sagunt en la categoria de narrativa amb No tractis Déu de vostè.
També visita escoles i instituts per impulsar la lectura en les noves generacions.

## Obres
- Ulls d'espant, Documenta Balear, en edició

### Infantil i juvenil
- Nanuc, Gregal, 2017 [juvenil]
- Una aventura espacial: El vol de la Papallona, Ed del Pirata Arxivat 2016-06-01 a Wayback Machine., 2016 [infantil]
- Doble identitat Arxivat 2017-10-30 a Wayback Machine., Llibres del Segle, 2015 [juvenil]
- El professor Sabatòtil i les piràmides d'Egipte Arxivat 2018-03-06 a Wayback Machine.; Barcanova, 2014 [infantil]
- Bublub, el peix que no sabia nedar; Aj. Ciutadella de Menorca, 2014 [infantil]
- In absentia (Judici a la Terra); Barcanova, 2012 [juvenil]
- Cris, el follet de l'espai; Barcanova, 2011 [infantil]
- La cova submarina; Ed. del Pirata, 2011 [infantil]
- Els formigants i la jove reina; Ed. del Pirata, 2008 [infantil]
- Les brigades de Porrioles; Barcanova, 2007 [infantil]
- El rapte d'en Sebas; Ed. del Pirata, 2007 [infantil]
- Talpirons i ratolents; Ed. del Pirata, 2005 [infantil]
- Nigra; Barcanova, 2002 [juvenil]
- Per què soc… egiptòleg? (ClarBooks, 2022).

### Novel·la i Narrativa
- No tractis Déu de vostè, Onada Edicions, 2019
- Somnis, Bromera, 2017
- Vorejant els límits, Proa, 2016
- Oprimits, Viena Edicions, 2015
- El casalot, Pagès, 2015
- Essència de guaiaba, Eliseu Climent / 3i4, 2011
- Moros, negres i altres forasters, Comte d'Aure, 2005
- El segrest de Barcelona, Pagès, 2000
- Crim a les Àligues, La Magrana, 1998

## Premis
- Premi Maria Antònia Oliver de Novel·la, 2020 - La Casa dels Bressols[6]
- Premi de Narrativa Ciutat de Sagunt, 2018 - No tractis Déu de vostè
- Premi Joan Marquès Arbona de narrativa Vall de Sóller, 2017 - Ulls d'espant
- Premi Antoni Bru de narrativa (Ciutat d'Elx), 2016 - Somnis
- Premi Carlemany per al foment de la lectura, 2015 - Vorejant els límits
- Accèssit al premi Sant Carles Borromeu de contes i narracions de la 38a Nit literària, 2015 - Espectre de papaia
- Premi literari Ciutat de Badalona de narrativa, 2015 - Oprimits
- Accèssit al premi de novel·la breu Ciutat de Mollerussa, 2015 - El casalot
- Premi de narrativa per a infants (Vila de Perpinyà), 2015 - Gota d'aigua
- Premi de novel·la curta Poble de Barxeta[Enllaç no actiu], 2014 - L'àngel
- Premi Ciutat d'Olot de novel·la juvenil Arxivat 2014-07-14 a Wayback Machine., 2014 - Doble identitat
- Premi Contarella de Ciutadella de Menorca, 2013 - Bublub, el peix que no sabia nedar
- Premi Mallorca de narrativa juvenil, 2011 - In absentia (Judici a la Terra)
- Premi Antoni Bru de narrativa (Ciutat d'Elx), 2010 - Essència de guaiaba

### Premis de narrativa breu
- Certamen literari de cartes Epistolae sobre la Guerra Civil (Alcoletge, 2016) - Cartes creuades
- Premi Càlam (Torroella de Montgrí, 2015) - L'experiment Bonobo 1.0
- Premi Vila d'Almenar (Almenar, 2015) - Plaça Sant Jaume
- Concurs literari de Pratdip Arxivat 2015-06-11 a Wayback Machine. (Pratdip, 2014) - L'amic invisible
- Premi Sant Antoni Arxivat 2014-07-14 a Wayback Machine. (El Perelló, 2014) - Mala elecció
- Premi Sant Antoni Arxivat 2014-07-14 a Wayback Machine. (El Perelló, 2013) - Junts per sempre
- Premi Torrell de Reus (Prades, 2012) - El quadern de notes d'en Maurice Blanc